# Kyran Bungaroo
Pas d'image ? Cliquez ici

a Compétitions nationales et continentales officielles uniquement.

Dernière mise à jour le 15 novembre 2020.
Kyran Bungaroo, né le 27 octobre 1997, est un joueur anglais de rugby à XV évoluant au poste d'ailier.

## Biographie
Formé au Brighton Football Club (en), Kyran Bungaroo rejoint le centre de formation du Biarritz olympique en 2016. Il fait ses débuts en Pro D2 sur la pelouse d'Albi en octobre 2016. 
En 2019, il rejoint Leicester Tigers, qui le prête à Nottingham RFC pour une saison.
Il rejoint le SAT Trélissac pour la saison 2020-2021 de fédérale 1.